# Nega
Ricardo Romero Laullón, más conocido como el Nega (3 de diciembre de 1978), es vocalista y productor en el grupo de hip hop Los Chikos del Maíz y Riot Propaganda. Estudió un grado de Comunicación Audiovisual en la Universidad de Valencia. Fue soldador e instalador de gas y calefacción durante aproximadamente ocho años. Aunque también ejerció de camarero y mozo de almacén. 
Interpreta canciones con un alto contenido de protesta social y antifascista.

## Biografía
En 1995, se une a Raje, Neze y Chae para formar 13 Pasos. Posteriormente se unieron los integrantes del grupo Nivel Oscuro Jezie, Inar y el DJ Loren D, en ese momento Raje, Neze y Chae abandonan la formación. Pese a las modificaciones que sufre el grupo, siguen juntos sacando trabajos y dando conciertos, convirtiéndose en una de las formaciones pioneras del hip hop valenciano de mediados y finales de los años 90.
A mediados de 2004, Nega se junta con Toni Mejías para formar Los Chikos del Maíz, polémico grupo con el que consiguió reconocimiento nacional gracias a unas letras cargadas de crítica social. Tras una maqueta y una promo de tres temas, ambos se dedican a sacar trabajos por separado, Toni junto a Jerry Coke el proyecto Rawpublik y Nega su primer trabajo en solitario: la maqueta Geometría y Angustia. En el tema "Vais a tragar saliva" (incluido en la maqueta) la instrumental es un sampler de "Die Another Day" de Madonna. Posteriormente formaría junto al productor Yoew, el proyecto Fort Apache, un trabajo dedicado al séptimo arte y a la cultura de masas, repleto de críticas feroces a la posmodernidad.
Tras un año como soldador, Nega entra en la carrera de Comunicación Audiovisual. Participó en la lucha contra la implantación del Proceso de Bolonia en la Universidad de Valencia, participando en algunas de las más importantes asambleas celebradas y participando también en el encierro y ocupación del Rectorado de esta universidad. Asimismo, ha ofrecido charlas y participado en foros y encuentros de la izquierda. También ha escrito polémicos artículos para diversos medios de contra-información y es colaborador habitual en el portal Kaosenlared. Publicó junto a Toni la primera referencia discográfica de Los Chikos del Maíz, Pasión de Talibanes, disco que ha alcanzado el puesto 48 en la lista Promusicae de discos más vendidos en España, pese a que el propio grupo distribuyó el disco de forma gratuita a través de internet. Al año siguiente publica con Los Chikos del Maíz, Pasión de Talibanes DVD en que se incluyen 3 canciones extras y un documental de su paso por Venezuela, así como entrevistas, directos etc. En 2013 junto al grupo habeas corpus sacan el proyecto Riot Propaganda, un disco sin sello y solo por descarga gratuita.
Desde sus artículos en Kaosenlared, Nega es un habitual polemista: ha sostenido discusiones con otros raperos, con una articulista feminista que lo acusó de machista y con el animalismo (en este último caso fue respondido por el presidente de Igualdad Animal José Valle).
Ha recibido amenazas de muerte de grupos neonazis y/o fascistas.

## Discografía

### Con 13 Pasos
- Esguince de muñeca (maqueta, 2000)
- 25 ce eme (maqueta, 2002)
- Promo 2003 (maqueta, 2003)

### En solitario
- Geometría & angustia (maqueta, 2008)

### Con Fort Apache
- Cine, ideología y cultura de masas (maqueta, 2010)

### Con Los Chikos del Maíz
- Miedo y asco en Valencia (maqueta, 2005)
- A D10s le Pido (maxi, 2007)
- Pasión de Talibanes (disco de estudio, 2011)
- Pasión de Talibanes DVD (disco de estudio, 2012)
- La Estanquera de Saigón (disco de estudio, 2014)
- Trap Mirror (maxi, 2016)
- Comancheria (disco de estudio, 2019)
- David Simon (EP de estudio, 2021)
- Yes future (álbum de estudio, 2022)

### Con Riot Propaganda
- "Riot Propaganda" (disco de estudio, 2013)

- "Agenda Oculta" (disco de estudio, 2017)

## Colaboraciones
- «La Mazorca en Barna», con At Versaris en el disco A Cada Passa (2010).
- «Easy Rider (Nacidos para ser salvajes)», con Charly Efe en el disco Bang! II (2010).
- «Vampiros en la noche», con Yoew y Original Golan en la maqueta El mundo ladrón (2008).
- «Lo que nos une» con Víctor Rutty, en el disco Generación Perdida (2012)
- «Serem un cicló» con Aspencat en el disco Essència (2013).
- «Laura» con Toni el Sucio y La Tecnika en la maqueta Nueva Escuela
- «Hipocresía» con Shotta en el disco Flowesía
- «Llamando a las puertas del cielo» para La Tuerka rap (2013)
- «Tengo que irme», Charly Efe feat. Los Chikos del Maíz en el disco El Mártir (2015).

## Medios de comunicación
Columnista en medios de izquierda, Nega ha colaborado en La Marea o Público. Colabora también en programas como La Tuerka , Fort Apache o Spoilers .

## Libros
Coautor
- Iglesias Turrión, Pablo; Nega LCDM (2013). Conversación entre Pablo Iglesias y Nega LCDM. Icaria.
- Romero Laullón (Nega), Ricardo; Tirado, Arantxa (2016). La clase obrera no va al paraíso. Crónica de una desaparición forzada. Madrid: Akal.[6]

Autor
- —. Memorias marxistas de Los Chikos del Maíz y otras excentricidades pop.[cita requerida]
- — (2018). Llamando a las puertas del cielo. Akal.[7]

Colaboraciones en obras colectivas
- — (2013). «18. 'Tout va bien'. ¿Qué es el compromiso? (A modo de conclusión)». En: Pablo Iglesias Turrión (Coord.). Cuando las películas votan: Lecciones de ciencias sociales a través del cine.